# Rakobovtî, Busk
Rakobovtî (în ucraineană Ракобовти) este un sat în comuna Kupce din raionul Busk, regiunea Liov, Ucraina.

## Demografie
Componența lingvistică a localității Rakobovtî
     Ucraineană (99,82%)
     Alte limbi (0,18%)
Conform recensământului din 2001, majoritatea populației localității Rakobovtî era vorbitoare de ucraineană (99,82%), existând în minoritate și vorbitori de alte limbi.